# François Moricaud
François Moricaud, seigneur de La Haye, né le 18 juillet 1686 et mort le 22 mars 1756, est un juriste et homme politique français. Il a été maire de Nantes de 1738 à 1739.

## Biographie
Fils de Jacques Moricaud, sieur de La Haye, avocat au parlement de Bretagne, et d'Anne Fournier, il est le neveu du maire Jean Fournier. Gendre de Jean Urien, sieur de La Quetelay, sous-maire de Nantes, il est le beau-père de Guillaume René Guillermo,  sieur de Cramezeul et du Hardas.
Il était conseiller du roi, juge magistrat civil et criminel au présidial de Nantes, procureur-syndic.